# Quadratura do círculo

Quadratura do círculo: As áreas deste quadrado e deste círculo são ambos iguais a π. Em 1882, foi provado que esta figura não pode ser construída numa quantidade finita de passos com régua e compasso.

A quadratura do círculo é um problema proposto pelos antigos geômetras gregos consistindo em construir um quadrado com a mesma área de um dado círculo servindo-se somente de uma régua não graduada e um compasso em um número finito de etapas.
Em 1882, Ferdinand Lindemann provou que π é um número transcendente, isto é, não existe um polinômio com coeficientes inteiros ou racionais não todos nulos dos quais π seja uma raiz. Como resultado disso, é impossível exprimir π com um número finito de números inteiros, de frações racionais ou suas raízes.
A transcendência de π estabelece a impossibilidade de se resolver o problema da quadratura do círculo: é impossível construir, somente com uma régua não graduada e um compasso, um quadrado cuja área seja rigorosamente igual à área de um determinado círculo.

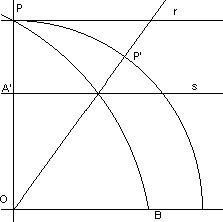
Método para encontrar quadratriz de Hipias.(Figura 2)

## Na Antiguidade
O problema da quadratura do círculo era considerado, pelos gregos, como muito difícil, mas não impossível;[carece de fontes?] Plutarco, por exemplo, ao comentar que para um homem é impossível tirarem sua felicidade, assim como não se pode tirar a virtude ou a sabedoria, diz que Anaxágoras, quando foi preso, dedicou-se a tentar resolver o problema da quadratura do círculo. No Papiro Rhind ou Ahmes é dada uma solução plana para se construir um quadrado de área próxima a de um círculo. Para isso o lado do quadrado deveria ser 8/9 do diâmetro do círculo. Embora esta não seja uma construção geométrica precisa, é uma boa aproximação, pois corresponde a tomar 3,1605 como valor para π (pi) ao invés de 3,14159... Porém os gregos antigos também tentaram achar outras soluções, através de algumas curvas que foram inventadas, ou através de construções mecânicas. Contudo, há várias hipóteses que apresentam como e para que objetivo os gregos se interessaram nos problemas de quadratura. Segundo Zsabó (2000), o problema primitivo do qual se originaram todos os outros foi o da quadratura do retângulo. Aristóteles afirma que a origem deste problema foi a procura da média geométrica, mas que isso foi esquecido e que só foi preservado o problema.

## Na Era Moderna
Na Cyclopaedia, de 1743, Ephraim Chambers comenta que este problema havia sido pesquisado por matemáticos de todas as eras, e a sua dificuldade consistia em que a razão entre o perímetro da circunferência e seu diâmetro não era conhecida. À sua época, a melhor aproximação havia sido dada como 3,14159265358979323846264338327950. A solução do problema, falhando a geometria, havia sido dada através de curvas, como a quadratriz, uma curva construída por meios mecânicos, e através da análise.
Em Canons (1769), Emanuel Swedenborg diz que o processo da quadratura do círculo, por requerer um número infinito de etapas, poderia ser feito por Deus, que é infinito.

## Impossibilidade
A solução do problema de quadrar o círculo com compasso e régua requer a construção do número {\displaystyle {\sqrt {\pi }}}, o comprimento do lado de um quadrado cuja área é igual à de um círculo unitário. Se {\displaystyle {\sqrt {\pi }}} fosse um número construível [en], seguiria das construções padrões com régua e compasso que π também seria construtível. Em 1837, Pierre Wantzel mostrou que os comprimentos que poderiam ser construídos com compasso e régua tinham que ser soluções de certas equações polinomiais com coeficientes racionais. Assim, os comprimentos construtíveis devem ser números algébricos. Se a quadratura do círculo usando apenas compasso e régua fosse possível, então π teria que ser um número algébrico. Foi apenas em 1882 que Ferdinand von Lindemann provou a transcendência de π e mostrou a impossibilidade dessa construção. A ideia de Lindemann foi combinar a prova da transcendência do número de Euler e, mostrada por Charles Hermite em 1873, com a identidade de Euler
{\displaystyle e^{i\pi }=-1.}
Esta identidade imediatamente mostra que π é um número irracional, porque uma potência racional de um número transcendente. Lindemann conseguiu estender esse argumento, pelo teorema de Lindemann–Weierstrass na independência linear de potências algébricas de e, para mostrar que π é transcendente e, portanto, a quadratura do círculo é impossível.
Contornando as regras e introduzindo uma ferramenta suplementar, permitindo um número infinito de operações de régua e compasso ou ao realizar as operações em certas geometrias não euclidianas, torna-se possível quadrar o círculo em certo sentido. Por exemplo, o teorema de Dinostratus usa a quadratriz de Hipias [en] para quadrar o círculo, o que significa que se essa curva já estiver de alguma forma dada, então é possível construir um quadrado e um círculo de áreas iguais a partir dela. A espiral de Arquimedes pode ser usada para outra construção semelhante. Embora o círculo não possa ser quadrado no espaço euclidiano, às vezes pode sê-lo na geometria hiperbólica sob interpretações adequadas dos termos. O plano hiperbólico não contém quadrados (quadriláteros com quatro ângulos retos e quatro lados iguais), mas, em vez disso, contém quadriláteros regulares, formas com quatro lados iguais e quatro ângulos iguais mais agudos que os retos. Existem no plano hiperbólico infinitamente muitos pares (contáveis) de círculos construíveis e quadriláteros regulares construíveis de áreas iguais, que, no entanto, são construídos simultaneamente. Não existe método para começar com um quadrilátero regular arbitrário e construir o círculo de área igual. Simetricamente, não há método para começar com um círculo arbitrário e construir um quadrilátero regular de área igual, e para círculos suficientemente grandes, tal quadrilátero não existe.